# Listă de filme de groază din 1972
Aceasta este o listă de filme de groază din 1972.